# Alabama, Tennessee and Northern Railroad
Alabama Tennessee and Northern Railroad (AT&N) est une compagnie de chemin de fer des États-Unis créée en 1897, qui fut compagnie de classe 1 en 1939-1940.

## Historique
Le Carrollton Short Line Railway fut créée en 1897, il est rebaptisé Alabama Tennessee & Northern en 1906. Il fut ensuite racheté par le St. Louis-San Francisco (SLSF-Frisco) le 28 décembre 1948, et fusionné le 1er janvier 1971.